# Millésime
Pour les articles homonymes, voir Millésime (homonymie).

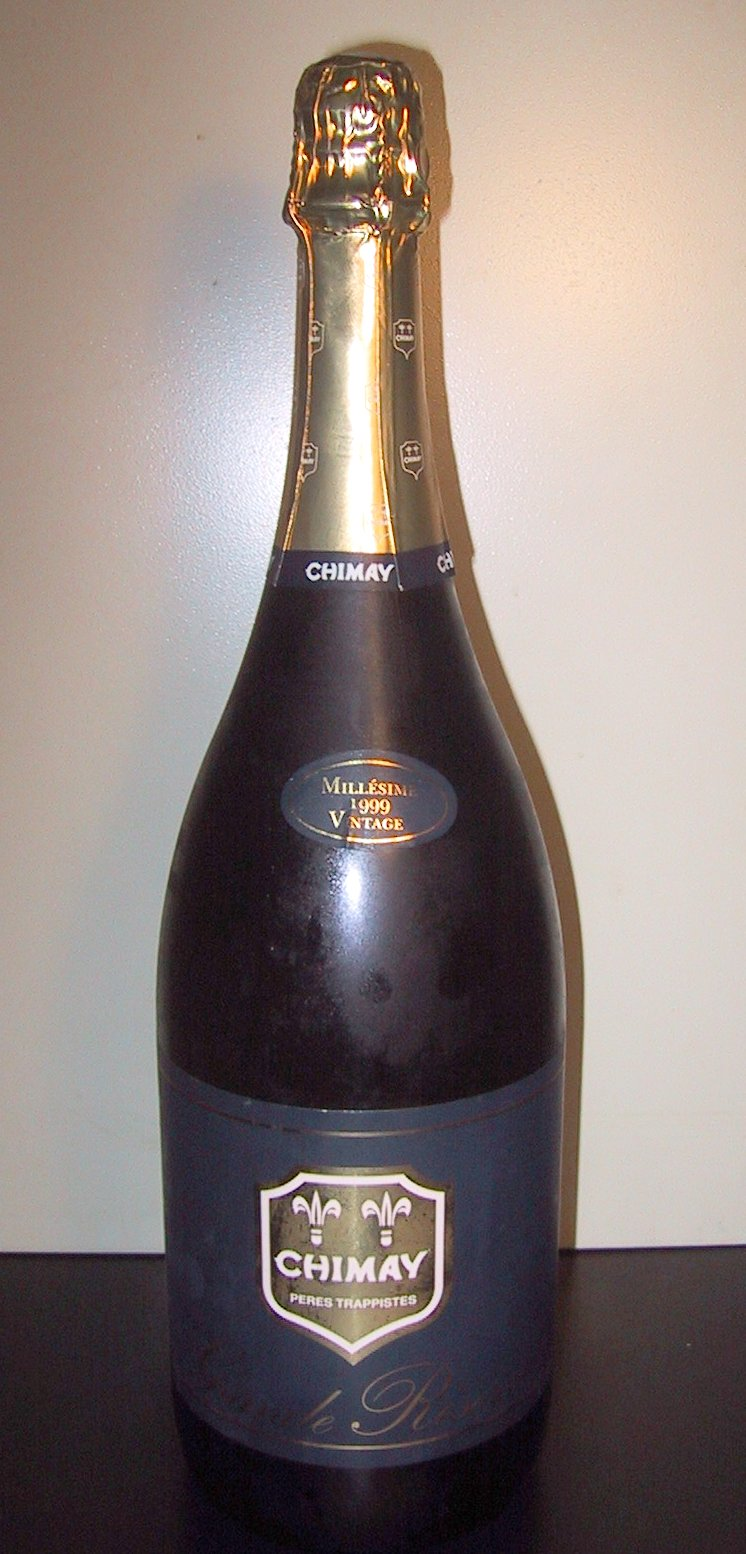
Magnum millésimé 1999 de Chimay.

Un millésime est le nombre désignant une année. Ce terme sert à déterminer l'âge de certains produits, comme quasiment tous les vins, des alcools, quelques bières, certaines boîtes de sardines à l'huile, les automobiles, les pièces de monnaie, etc.

## Œnologie
En œnologie, le millésime est l'année de récolte des raisins ayant servi à produire le vin. C'est un repère important (voire essentiel pour les très grands vins) car il permet de juger de l'évolution du vin par rapport aux conditions climatologiques locales de l'année de récolte.
Il est généralement indiqué sur l'étiquette apposée sur la bouteille. Il peut également l'être sur une collerette, apposée sur le col. Depuis l'essor commercial d'après-guerre, quasiment tous les vins sont millésimés. Seuls les plus ordinaires, souvent des mélanges de cépages ou de vins de provenances diverses, ne le sont pas.
Lors de certaines années médiocres, lorsque la qualité n'est pas jugée suffisante, certains producteurs de crus prestigieux déclassent partiellement ou complètement leur récolte. C'est le cas du château d'Yquem. A contrario, les professionnels gardent en mémoire les millésimes de légende de ce château.
Cependant, le champagne est le seul vin d'assemblage (assemblage de vins issus d'années différentes) autorisé en France et ne possédant pas de millésime ; si l'assemblage est obtenu à partir de vins de la même année de récolte, il s'agira alors d'un champagne millésimé, issu d'une année exceptionnelle.
Depuis quelques années, le centre d'étude nucléaire de Bordeaux-Gradignan (CENBG), laboratoire de physique nucléaire, collabore avec le service de la répression de fraudes de Bordeaux afin de dater les vins. En effet, le CENBG utilise une méthode non destructive permettant de savoir si les vins datent d'avant ou d'après la Seconde Guerre mondiale. Il s'agit de placer la bouteille dans un spectromètre gamma (à base de cristaux de germanium très haute pureté HPGe), et de regarder s'il y a ou non présence du césium 137, isotope radioactif produit par les bombes, qui n'est pas présent naturellement. De nombreuses fraudes ont été détectées par cette méthode, très fiable.

### Législation
Selon la législation européenne, l'indication de l'année de récolte sur les étiquettes reste facultative; cependant elle est : 
- obligatoire sur l'étiquette des vins « sur lie », « primeur » et « nouveaux ».
- interdite lorsque plus de 15 % des raisins ayant servi à produire le vin proviennent d'années de récoltes différentes. C'est-à-dire qu'au minimum 85 % du vin doit provenir du même millésime pour pouvoir inscrire un millésime sur l'étiquette[4].

### Millésimes en France

#### Champagne

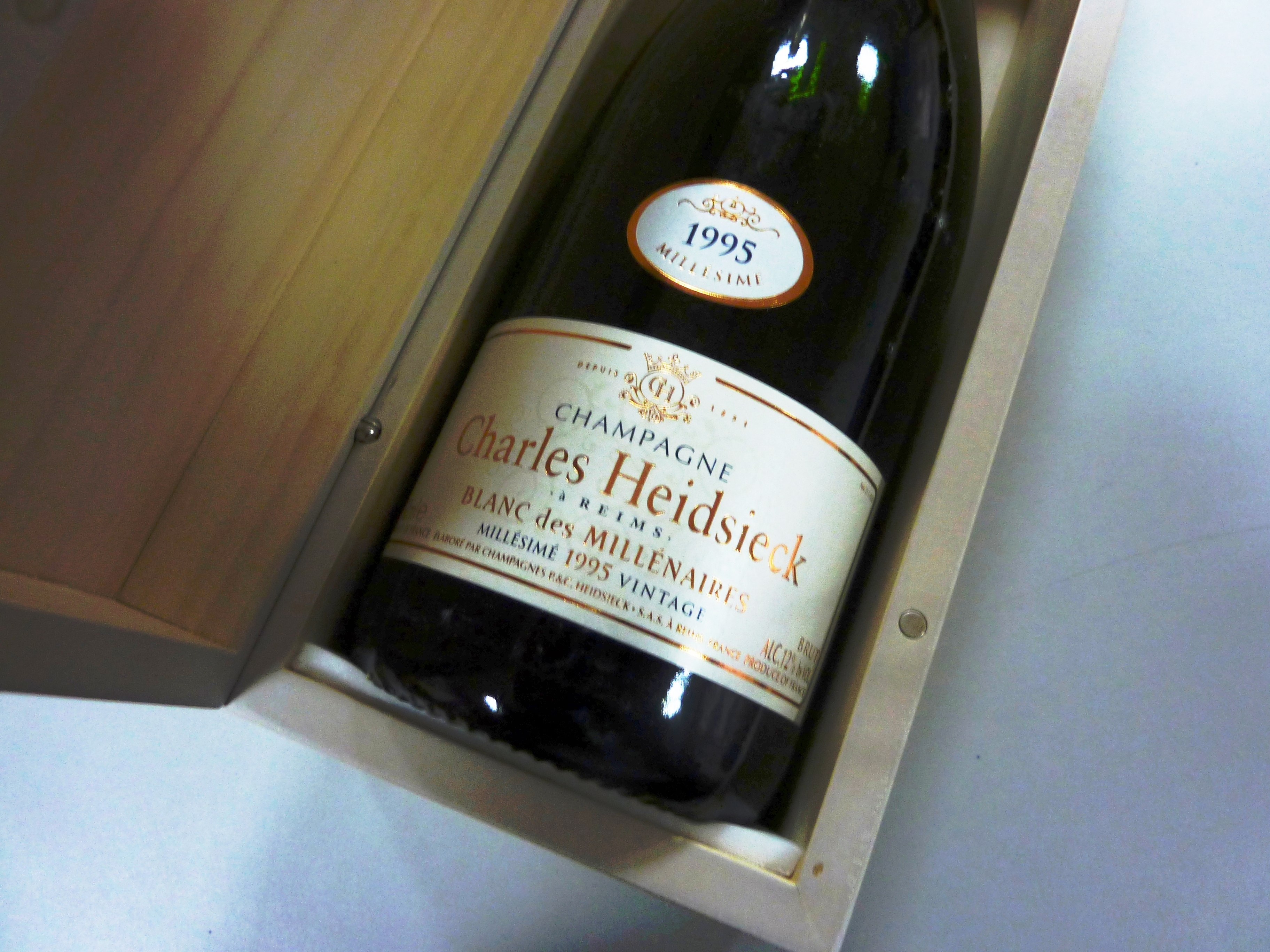
Champagne millésimé 1995.

En Champagne, seules les meilleures années sont millésimées. C'est ainsi la marque d'une cuvée de qualité. Contrairement aux bruts sans année, composés de vins de différentes années, un seul millésime entre dans l'assemblage d'un brut millésimé. Certains producteurs créent également des rosés millésimés. C'est le producteur qui décide de faire ou pas une partie de sa récolte en vin millésimé.

#### Bordelais

##### Bordeaux rouges
Ces millésimes correspondent aux vins rouges de l'ensemble du vignoble bordelais. Ils sont notés comme suit : année exceptionnelle , grande année , bonne année ***, année moyenne **, année médiocre *.
| Caractéristiques                               |                    |             |                    | Article de qualité | Article de qualité | ***         | **                 | ***                | ***                | Article de qualité |
| Millésimes 2000                                | 2009               | 2008        | 2007               | 2006               | 2005               | 2004        | 2003               | 2002               | 2001               | 2000               |
| Caractéristiques                               | Article de qualité | ***         | ***                | ***                | Article de qualité | ***         | Bon article        | **                 | Bon article        | Article de qualité |
| Millésimes 1990                                | 1999               | 1998        | 1997               | 1996               | 1995               | 1994        | 1993               | 1992               | 1991               | 1990               |
| Caractéristiques                               | ***                | ***         | ***                | ***                | Bon article        | ***         | **                 | **                 | **                 | Article de qualité |
| Millésimes 1980                                | 1989               | 1988        | 1987               | 1986               | 1985               | 1984        | 1983               | 1982               | 1981               | 1980               |
| Caractéristiques                               | Article de qualité | Bon article | **                 | Bon article        | Article de qualité | **          | Bon article        | Article de qualité | Bon article        | **                 |
| Millésimes 1970                                | 1979               | 1978        | 1977               | 1976               | 1975               | 1974        | 1973               | 1972               | 1971               | 1970               |
| Caractéristiques                               | Bon article        | Bon article | **                 | ***                | Article de qualité | **          | ***                | *                  | Bon article        | Bon article        |
| Millésimes 1960                                | 1969               | 1968        | 1967               | 1966               | 1965               | 1964        | 1963               | 1962               | 1961               | 1960               |
| Caractéristiques                               | *                  | *           | ***                | Bon article        | **                 | Bon article | **                 | Bon article        | Article de qualité | *                  |
| Millésimes 1950                                | 1959               | 1958        | 1957               | 1956               | 1955               | 1954        | 1953               | 1952               | 1951               | 1950               |
| Caractéristiques                               | Article de qualité | *           | *                  | *                  | Bon article        | *           | Article de qualité | Bon article        | *                  | **                 |
| Millésimes 1940                                | 1949               | 1948        | 1947               | 1946               | 1945               | 1944        | 1943               | 1942               | 1941               | 1940               |
| Caractéristiques                               | Article de qualité | Bon article | Article de qualité | ***                | Article de qualité | **          | Article de qualité | *                  | *                  | ***                |
| Millésimes 1930                                | 1939               | 1938        | 1937               | 1936               | 1935               | 1934        | 1933               | 1932               | 1931               | 1930               |
| Caractéristiques                               | *                  |             |                    |                    |                    |             |                    |                    |                    |                    |
| Millésimes 1920                                | 1929               | 1928        | 1927               | 1926               | 1925               | 1924        | 1923               | 1922               | 1921               | 1920               |
| Caractéristiques                               |                    |             |                    |                    |                    |             |                    |                    |                    |                    |
| Millésimes 1910                                | 1919               | 1918        | 1917               | 1916               | 1915               | 1914        | 1913               | 1912               | 1911               | 1910               |
| Caractéristiques                               |                    |             |                    |                    |                    |             |                    |                    |                    |                    |
| Millésimes 1900                                | 1909               | 1908        | 1907               | 1906               | 1905               | 1904        | 1903               | 1902               | 1901               | 1900               |
| Caractéristiques                               |                    |             |                    |                    |                    |             |                    |                    |                    |                    |
| Sources : www.nicolas.com www.Guidedesvins.com |                    |             |                    |                    |                    |             |                    |                    |                    |                    |

#### Bourgogne

##### Millésimes rouges
Ces millésimes correspondent aux vins rouges de l'ensemble du vignoble de la Bourgogne. Ils sont notés comme suit : année exceptionnelle , grande année , bonne année ***, année moyenne **, année médiocre *.
| Caractéristiques | Article de qualité | ***                | Bon article        | ***                | Article de qualité | ***                | Bon article | Bon article | ***                | ***                |
| Millésimes 1990 | 1999               | 1998               | 1997               | 1996               | 1995               | 1994               | 1993        | 1992        | 1991               | 1990               |
| Caractéristiques | Bon article        | ***                | ***                | Article de qualité | Bon article        | **                 | ***         | ***         | ***                | Article de qualité |
| Millésimes 1980 | 1989               | 1988               | 1987               | 1986               | 1985               | 1984               | 1983        | 1982        | 1981               | 1980               |
| Caractéristiques | Bon article        | Bon article        | **                 | ***                | Bon article        | **                 | ***         | ***         | **                 | **                 |
| Millésimes 1970 | 1979               | 1978               | 1977               | 1976               | 1975               | 1974               | 1973        | 1972        | 1971               | 1970               |
| Caractéristiques | ***                | Bon article        | **                 | Bon article        | *                  | **                 | ***         | **          | Bon article        | ***                |
| Millésimes 1960 | 1969               | 1968               | 1967               | 1966               | 1965               | 1964               | 1963        | 1962        | 1961               | 1960               |
| Caractéristiques | Article de qualité | *                  | ***                | Bon article        | *                  | Bon article        | **          | Bon article | Article de qualité | **                 |
| Millésimes 1950 | 1959               | 1958               | 1957               | 1956               | 1955               | 1954               | 1953        | 1952        | 1951               | 1950               |
| Caractéristiques | Article de qualité | **                 | ***                | *                  | Bon article        | ***                | Bon article | Bon article | **                 | ***                |
| Millésimes 1940 | 1949               | 1948               | 1947               | 1946               | 1945               | 1944               | 1943        | 1942        | 1941               | 1940               |
| Caractéristiques | Article de qualité | ***                | Article de qualité | **                 | Article de qualité | **                 | Bon article | ***         | **                 | **                 |
| Millésimes 1930 | 1939               | 1938               | 1937               | 1936               | 1935               | 1934               | 1933        | 1932        | 1931               | 1930               |
| Caractéristiques | **                 | ***                | Bon article        | **                 | ***                | Article de qualité | Bon article | *           | *                  | *                  |
| Millésimes 1920 | 1929               | 1928               | 1927               | 1926               | 1925               | 1924               | 1923        | 1922        | 1921               | 1920               |
| Caractéristiques | Article de qualité | Article de qualité | *                  | Bon article        | *                  | ***                | Bon article | **          | Bon article        | ***                |
| Millésimes 1910 | 1919               | 1918               | 1917               | 1916               | 1915               | 1914               | 1913        | 1912        | 1911               | 1910               |
| Caractéristiques | Article de qualité | ***                | **                 | ***                | Bon article        | /                  | /           | /           | Article de qualité | /                  |
| Millésimes 1900 | 1909               | 1908               | 1907               | 1906               | 1905               | 1904               | 1903        | 1902        | 1901               | 1900               |
| Caractéristiques | /                  | /                  | Bon article        | Article de qualité | /                  | Bon article        | /           | /           | /                  | ***                |
| Sources : Yves Renouil (sous la direction), Dictionnaire du vin, Éd. Féret et fils, Bordeaux, 1962 ; Alexis Lichine, Encyclopédie des vins et alcools de tous les pays, Éd. Robert Laffont-Bouquins, Paris, 1984, Les millésimes de la Bourgogne & Les grands millésimes des vins de Bourgogne ; Bourgogne Aujourd'hui n°90, page sur Millésime 2009 (Dans la lignée des grands), p. 6 ; Site des vins du siècle (Vintage Code) ; Bourgogne Aujourd'hui n°82, Spécial 2007, p. 29 ; Le Figaro et La Revue du Vin de France : Vins de France et du Monde (intérieur de la couverture du N°2, 6 et 11) ; André Dominé : Le Vin p. 897 ; Site sur les cotations de Vins (Page Bourgogne) ; Atlas Mondial du Vin de Hugh Johnson p. 53 ; Hubert Duyker (édition "Fernand Nathan") : Grands vins de Bourgogne, p. 17 ; Olivier Orban et Jean-Pierre de Monza : L'atlas des vins de France, pp. 126, 129, 135 et 140. |                    |                    |                    |                    |                    |                    |             |             |                    |                    |

Soit sur cent-dix ans : seize années exceptionnelles, vingt-cinq grandes années, vingt-huit bonnes années, vingt années moyennes, neuf années médiocres et dix années non notées.

##### Millésimes blancs
Ces millésimes correspondent aux vins blancs de l'ensemble du vignoble de la Bourgogne. Ils sont notés comme suit : année exceptionnelle , grande année , bonne année ***, année moyenne **, année médiocre *.
| Caractéristiques | Article de qualité | ***                | Bon article        | Bon article        | Article de qualité | ***         | Bon article | Article de qualité | ***                | Bon article |
| Millésimes 1990 | 1999               | 1998               | 1997               | 1996               | 1995               | 1994        | 1993        | 1992               | 1991               | 1990        |
| Caractéristiques | ***                | ***                | ***                | Bon article        | Bon article        | ***         | ***         | Bon article        | ***                | Bon article |
| Millésimes 1980 | 1989               | 1988               | 1987               | 1986               | 1985               | 1984        | 1983        | 1982               | 1981               | 1980        |
| Caractéristiques | Bon article        | ***                | **                 | ***                | Bon article        | **          | Bon article | ***                | **                 | **          |
| Millésimes 1970 | 1979               | 1978               | 1977               | 1976               | 1975               | 1974        | 1973        | 1972               | 1971               | 1970        |
| Caractéristiques | Bon article        | Bon article        | **                 | Bon article        | **                 | ***         | ***         | **                 | Bon article        | ***         |
| Millésimes 1960 | 1969               | 1968               | 1967               | 1966               | 1965               | 1964        | 1963        | 1962               | 1961               | 1960        |
| Caractéristiques | Article de qualité | *                  | ***                | ***                | *                  | Bon article | **          | Bon article        | Article de qualité | *           |
| Millésimes 1950 | 1959               | 1958               | 1957               | 1956               | 1955               | 1954        | 1953        | 1952               | 1951               | 1950        |
| Caractéristiques | Bon article        | **                 | ***                | *                  | Bon article        | **          | Bon article | Bon article        | *                  | ***         |
| Millésimes 1940 | 1949               | 1948               | 1947               | 1946               | 1945               | 1944        | 1943        | 1942               | 1941               | 1940        |
| Caractéristiques | Bon article        | ***                | Article de qualité | ***                | Article de qualité | **          | Bon article | ***                | **                 | *           |
| Millésimes 1930 | 1939               | 1938               | 1937               | 1936               | 1935               | 1934        | 1933        | 1932               | 1931               | 1930        |
| Caractéristiques | **                 | **                 | Bon article        | **                 | ***                | Bon article | Bon article | *                  | *                  | *           |
| Millésimes 1920 | 1929               | 1928               | 1927               | 1926               | 1925               | 1924        | 1923        | 1922               | 1921               | 1920        |
| Caractéristiques | Article de qualité | Article de qualité | *                  | Bon article        | *                  | ***         | Bon article | ***                | Article de qualité | ***         |
| Millésimes 1910 | 1919               | 1918               | 1917               | 1916               | 1915               | 1914        | 1913        | 1912               | 1911               | 1910        |
| Caractéristiques | Article de qualité | **                 | **                 | **                 | Bon article        | /           | /           | /                  | Article de qualité | /           |
| Millésimes 1900 | 1909               | 1908               | 1907               | 1906               | 1905               | 1904        | 1903        | 1902               | 1901               | 1900        |
| Caractéristiques | /                  | /                  | /                  | Article de qualité | /                  | /           | /           | /                  | /                  | /           |
| Sources : Yves Renouil (sous la direction), Dictionnaire du vin, Éd. Féret et fils, Bordeaux, 1962 ; Alexis Lichine, Encyclopédie des vins et alcools de tous les pays, Éd. Robert Laffont-Bouquins, Paris, 1984, Les millésimes de la Bourgogne & Les grands millésimes des vins de Bourgogne ; Bourgogne Aujourd'hui n°90, page sur Millésime 2009 (Dans la lignée des grands), p. 6 ; Site des vins du siècle (Vintage Code) ; Bourgogne Aujourd'hui n°82, Spécial 2007, p. 29 ; Le Figaro et La Revue du Vin de France : Vins de France et du Monde (intérieur de la couverture du N°2, 6 et 11) ; André Dominé : Le Vin p. 897 ; Site sur les cotations de Vins (Page Bourgogne) ; Atlas Mondial du Vin de Hugh Johnson p. 53 ; Hubert Duyker (édition "Fernand Nathan") : Grands vins de Bourgogne, p. 17 ; Olivier Orban et Jean-Pierre de Monza : L'atlas des vins de France, pp. 126, 129, 135 et 140. |                    |                    |                    |                    |                    |             |             |                    |                    |             |

Soit sur cent-dix ans : treize années exceptionnelles, vingt-neuf grandes années, vingt-six bonnes années, dix-huit années moyennes, onze années médiocres et quatorze années non notées.

#### Vallée du Rhône
Ils sont notés : année exceptionnelle , grande année , bonne année ***, année moyenne **, année médiocre *.
| Caractéristiques | Article de qualité | ***                | ***                | Bon article        | Article de qualité | Bon article        | Bon article        | ***                | Bon article | Bon article        |
| Millésimes 1990 | 1999               | 1998               | 1997               | 1996               | 1995               | 1994               | 1993               | 1992               | 1991        | 1990               |
| Caractéristiques | ***                | ***                | **                 | ***                | Bon article        | **                 | **                 | **                 | ***         | Article de qualité |
| Millésimes 1980 | 1989               | 1988               | 1987               | 1986               | 1985               | 1984               | 1983               | 1982               | 1981        | 1980               |
| Caractéristiques | Article de qualité | Article de qualité | Bon article        | ***                | Article de qualité | **                 | Bon article        | ***                | Bon article | Article de qualité |
| Millésimes 1970 | 1979               | 1978               | 1977               | 1976               | 1975               | 1974               | 1973               | 1972               | 1971        | 1970               |
| Caractéristiques | Bon article        | Article de qualité | Bon article        | **                 | ***                | Bon article        | ***                | **                 | **          | Article de qualité |
| Millésimes 1960 | 1969               | 1968               | 1967               | 1966               | 1965               | 1964               | 1963               | 1962               | 1961        | 1960               |
| Caractéristiques | **                 | *                  | Article de qualité | Article de qualité | ***                | ***                | **                 | **                 | ***         | Article de qualité |
| Millésimes 1950 | 1959               | 1958               | 1957               | 1956               | 1955               | 1954               | 1953               | 1952               | 1951        | 1950               |
| Caractéristiques | Bon article        | Bon article        | Article de qualité | Bon article        | Bon article        | ***                | Bon article        | Article de qualité | **          | Article de qualité |
| Millésimes 1940 | 1949               | 1948               | 1947               | 1946               | 1945               | 1944               | 1943               | 1942               | 1941        | 1940               |
| Caractéristiques | Article de qualité | Article de qualité | Article de qualité | Bon article        | Article de qualité | **                 | Article de qualité | Bon article        | **          | **                 |
| Millésimes 1930 | 1939               | 1938               | 1937               | 1936               | 1935               | 1934               | 1933               | 1932               | 1931        | 1930               |
| Caractéristiques | *                  | Bon article        | Bon article        | ***                | **                 | Article de qualité | Article de qualité | **                 | **          | **                 |
| Millésimes 1920 | 1929               | 1928               | 1927               | 1926               | 1925               | 1924               | 1923               | 1922               | 1921        | 1920               |
| Caractéristiques | Article de qualité | Article de qualité | **                 | Bon article        | **                 | Bon article        | Bon article        | **                 | Bon article | Bon article        |
| Sources : Yves Renouil (sous la direction), Dictionnaire du vin, Éd. Féret et fils, Bordeaux, 1962 ; Alexis Lichine, Encyclopédie des vins et alcools de tous les pays, Éd. Robert Laffont-Bouquins, Paris, 1984, Les millésimes de la vallée du Rhône & Les grands millésimes de la vallée du Rhône |                    |                    |                    |                    |                    |                    |                    |                    |             |                    |

Soit sur quatre-vingt-dix ans : vingt-quatre années exceptionnelles, vingt-six grandes années, seize bonnes années, vingt-deux années moyennes et deux années médiocres.

## Sources